# Rolf Mahrenholz
Rolf Ferdinand Karl Mahrenholz (* 1902 in Königsberg i. Pr.; † 1991 in London) war ein deutsch-britischer Fotograf und Dokumentarfilmer.

## Leben
Mahrenholz, Sohn des preußischen Offiziers Ernst Mahrenholz und dessen Ehefrau Helene (* 27. Juli 1877 in Kiel), begann als 19-Jähriger in Berlin – ab 1921 mit eigenem Atelier – sich als führender Porträt- und Modefotograf der Reichshauptstadt zu etablieren. Seine Aufnahmen erschienen etwa in der Zeitschrift Der Silberspiegel, in der Illustrierten Die Dame sowie in dem sich am Bauhaus orientierenden Magazin die neue linie, später auch in Harper’s Bazaar. Mit einer eigenen Produktionsfirma für Dokumentarfilme versuchte er 1932 Fuß zu fassen.
1929 heiratete er die Bildhauerin und Malerin Pamina Liebert, Kind einer Familie mit jüdischen Wurzeln, das sich nach der nationalsozialistischen Machtübernahme bereits 1934 bei einem Besuch in England mit der Perspektive beschäftigt hatte, dorthin auszuwandern. Unter dem Eindruck der Novemberpogrome 1938 entschloss sich das kinderlose Paar zur Auswanderung, nachdem Rolfs Bruder, der wegen Homosexualität von Verfolgung bedrohte Maler und Couturier Harald Mahrenholz (1904–1994), bereits im Vorjahr nach London gezogen war. Rolf Mahrenholz kam 1938 nach London, seine Frau folgte ihm im August 1939, kurz vor Ausbruch des Zweiten Weltkriegs, in dessen Verlauf die Eheleute als Angehörige eines Feindstaates zwei Jahre in getrennten Lagern interniert waren, ehe sie in ihre Wohnung in London-Camden (West Hampstead) zurückkehren durften. Nach dem Krieg profilierten sich beide wieder als Künstler, sie als Malerin und Bildhauerin, er wieder als selbständiger Fotograf von Persönlichkeiten in Gesellschaft und Mode.
Einen Bestand zu seiner Fotografie verwahrt die National Portrait Gallery London. Weitere Unterlagen zu Rolf Mahrenholz – Materialien aus der Sammlung des Filmhistorikers Günter Peter Straschek – befinden sich im Deutschen Exilarchiv.

## Filmografie
- 1932: Am Meer, Kurz-Dokumentarfilm
- 1932: Schloß Babelsberg, Dokumentarfilm
- 1932: Matrosen, Schiffe und Kanonen, Kurz-Dokumentarfilm
- 1932: Die Kinder des Herrn Dr. Hanns von Gwinner, Kurz-Dokumentarfilm